# Brunšvicko-lüneburské vévodství
Brunšvicko-lüneburské vévodství (německy Herzogtum Braunschweig-Lüneburg), přesněji Vévodství brunšvické a lüneburské, byl historický německý státní útvar na území Svaté říše římské. O statut hlavního města se dělily společně Braunschweig a Lüneburg.

## Historie

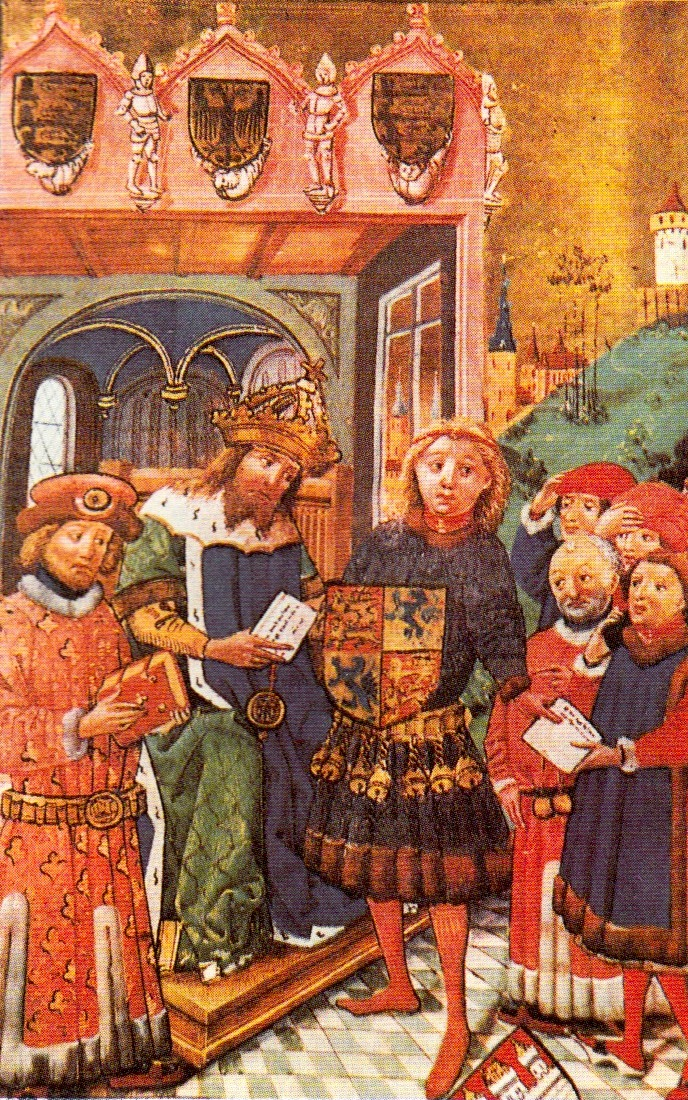
Ota I. Brunšvicko-lüneburský

Titul vévody brunšvicko-lünenburského (německy Herzog zu Braunschweig und Lüneburg) byl od roku 1235 výhradně v rukou příslušníků rodu Welfů, mocného rodu, držícího na severu Německa několik malých území bývalého Saského vévodství. Tyto državy neměly všechny formální atributy moderního unitárního státu, vzhledem ke své nekompaktnosti; když se více vévodových nástupců pokoušelo uzmout moc, často se stávalo, že byla mezi ně rozdělena. Když jedna rodinná větev ztratila moc nebo vymřela, půda byla přerozdělena mezi přeživší členy rodiny; kromě toho si různí vévodové vyměňovali území. Jednotícím prvkem všech těchto území bylo, že byly ovládány mužskými potomky vévody Oty I. (vládl 1235–1252).
Po několika počátečních peripetiích se Brunšvicko-Lünenbursko sjednotilo za vévody Magna II. (zemř. 1373). Po jeho smrti vévodství vládli společně jeho tři synové. Po zavraždění svého bratra Fridricha I., vévody brunšvicko-Lünenburského, si jeho bratři Bernard a Jindřich přerozdělili území, přičemž Jindřich získal oblast Wolfenbüttelu, tím vzniklo nové knížectví brunšvicko-wolfenbüttelské.

## Seznam brunšvických panovníků

### Brunšvická dynastie
- Albrecht I. Brunšvický 1269–1279. Získal jižní polovinu Brunšvicka-Lünenburska jako kníže Wolfenbüttelský, když se jeho bratr Jan I. stal knížetem Lünenburským. Albrechtovi synové vládli zpočátku společně, ale v roce 1291 si Wolfenbüttelské území rozdělili.
  - Jindřich I. se stal knížetem Grubenhagenským 1291–1322
  - Albrecht II. se stal knížetem Göttingenským 1286–1318
  - Vilém obdržel Wolfenbüttelsko, ale v roce 1292 zemřel a jeho část připadla Albrechtu II.

- Ota 1318–1344, syn Albrechta II., byl knížetem Wolfenbüttelským a knížetem Göttingenským. Po jeho smrti si panství rozdělili jeho dva synové.
  - Arnošt se stal knížetem Göttingenským 1344–1367
  - Magnus I. získal knížectví Wolfenbüttelské 1344–1369. Magnův syn

- Magnus II., kníže Wolfenbüttelský 1369–1373, požadoval po Albrechtu Sasko-Wittenberském knížectví Lüneburské. Válka o Lünenburské dědictví se táhla až do roku 1388.

- Fridrich I. 1373–1400, syn Magna II., Lünenburg v roce 1388 dobyl. Následovali jeho bratři.
  - Jindřich I. 1400–1408
  - Bernard 1409–1428. Navrátil vládu nad Wolfenbüttelem svému synovci, Jindřichovu synovi.

- Vilém I. 1428–1432, Bernardův synovec, byl svým bratrem zbaven moci.
- Jindřich II. 1432–1473, přesunul sídlo do Wolfenbüttelu.

- Vilém I. 1473–1482, po smrti Jindřicha znovu získal kontrolu nad Wolfenbüttelem a knížectví přenechal svým dvěma synům.
  - Fridrich III. 1482–1484, uvězněn a zbaven moci svým mladším bratrem.
  - Vilém IV. 1484–1491, převzal kontrolu nad Wolfenbüttelem a následně jej postoupil svým synům; v roce 1495 zemřel.

- Spolupanovníci, synové Viléma IV.
  - Erik I. 1491–1494, v roce 1494 rozdělil území a vzal si knížectví Calenberské.
  - Jindřich IV. 1491–1514, od roku 1494 jediný pán na Wolfenbüttelu.

- Jindřich V. 1514–1568, syn Jindřicha IV. Přestoupil k luteránství.
- Julius 1568–1589, syn Jindřicha V. Po smrti svého bratrance Erika II. připojil Calenberg.
- Jindřich Julius 1589–1613, syn
- Fridrich Ulrich 1613–1634, poslední mužský potomek Albrechta I.

### Dannenberská dynastie
Po smrti Fridricha Ulricha přešly jeho državy na vzdálené bratrance vládnoucí v Lüneburgu.
- August 1635–1666
- Nástupnictví přešlo na jeho syny, kteří vládli částečně společně.
  - Rudolf August, 1666–1704
  - Anton Ulrich 1685–1702, 1704–1714, přel se s Hannoverem. V letech 1702–1704 sesazen kvůli spojenectví s Francií ve válce o španělské dědictví. V roce 1709 konvertoval ke katolicismu.
- Antona Ulricha následovali jeho synové:
  - August Vilém 1714–1731
  - Ludvík Rudolf 1731–1735

### Dynastie Brunšvicko-Bevernská
Ferdinand Albert, březen až září 1735, vnuk Augusta mladšího.
- Karel I. 1735–1780, syn Ferdinanda Alberta. V roce 1753 přesunul vévodský dvůr z Wolfenbüttelu do Braunschweigu.
- Karel Vilém Ferdinand 1780–1806, syn Karla I. Zemřel v bitvě u Jeny.
- Fridrich Vilém 1806–1807, 1813–1815, syn Karla Viléma Ferdinanda. Během Napoleonských válek, v letech 1806 až 1813, bylo Brunšvicko-Wolfenbüttelsko okupováno Francií. Zemřel v bitvě u Quatre Bras.